# Minięta
Minięta – wieś w Polsce, położona w województwie pomorskim, w powiecie sztumskim, w gminie Dzierzgoń. 
| SIMC     | Nazwa      | Rodzaj     |
| -------- | ---------- | ---------- |
| 00149073 | Stara Wieś | przysiółek |

Wieś jest siedzibą sołectwa Minięta, w którego skład wchodzi również Stara Wieś i Sporowo.
W latach 1975–1998 miejscowość administracyjnie należała do województwa elbląskiego.